# Districte de Nogent-sur-Marne
El Districte de Nogent-sur-Marne és un dels tres districtes amb què es divideix el departament de Val-de-Marne, a la regió de l'Illa de França. Des del 2017 té 9 cantons i 14 municipis. El cap del districte és la sotsprefectura de Nogent-sur-Marne.

## Composició

### Cantons
- Champigny-sur-Marne-1
- Champigny-sur-Marne-2
- Charenton-le-Pont (en part)
- Fontenay-sous-Bois
- Nogent-sur-Marne
- Plateau briard (en part)
- Saint-Maur-des-Fossés-2 (en part)
- Villiers-sur-Marne
- Vincennes

### Municipis
Els municipis del districte de Nogent-sur-Marne, i el seu codi INSEE, son:
1. Bry-sur-Marne (94015)
2. Champigny-sur-Marne (94017)
3. Chennevières-sur-Marne (94019)
4. Fontenay-sous-Bois (94033)
5. Joinville-le-Pont (94042)
6. La Queue-en-Brie (94060)
7. Le Perreux-sur-Marne (94058)
8. Le Plessis-Trévise (94059)
9. Nogent-sur-Marne (94052)
10. Noiseau (94053)
11. Ormesson-sur-Marne (94055)
12. Saint-Mandé (94067)
13. Villiers-sur-Marne (94079)
14. Vincennes (94080)